# Quelque chose noir
Quelque chose noir est un recueil de poèmes de Jacques Roubaud paru le 13 mai 1986 aux éditions Gallimard et ayant reçu la même année le prix France Culture.

## Résumé
Jacques Roubaud raconte dans ce recueil de poèmes la vie avant et après la mort de sa femme survenue trois ans auparavant. Il explique aussi le choix du nom de son recueil ainsi que la position des mots sur les pages.

## Thèmes développés
Quelque chose noir est le recueil consacré au deuil de Jacques Roubaud, après la mort de son épouse. Ce recueil a été rédigé trois années après la mort d'Alix Cléo Roubaud. En effet, il hésita un temps, comme il le dit lui-même à plusieurs reprises dans le recueil, à cesser toute activité poétique (ce qu'il appelle « l'aphasie »).
La question de la représentation de la mort est ici un enjeu fort, car la poésie de Roubaud se superpose à la photographie d’Alix Cléo Roubaud. Le livre tire son titre d’une série de dix-sept photos de celle-ci : Si quelque chose noir.

Cette écriture de la mort est une écriture neuve, qui s’appuie sur l’image et la photographie. Le poète « révèle » peu à peu, au fil du livre, l’étendue de son chagrin, l’ampleur des conséquences que prend l’absence de sa femme dans sa vie, comme le négatif, l’inverse de l’image, quand noir et blanc sont inversés, « révèle » l’image. Et à la fin, ce qui apparaît, en réalité, c’est « Rien », titre de la dernière section.
Je peux réellement affronter ton image, « ta semblance », comme on disait autrefois. difficilement, mais je le peux. […]

Images de toi, ces mots.

## Structure
Quelque chose noir occupe une place à part dans l'oeuvre de Jacques Roubaud. En effet, la contrainte formelle que s'impose en règle générale cet Oulipien est quasiment invisible dans ce recueil, le rythme est sommaire et essentiellement fondé sur la répétition, la langue au comble du dénuement. Jacques Roubaud ne convoque dans Quelque chose noir aucune forme ancienne : sonnets, tankas japonais, sextines... Mais la structure du recueil est une imitation de la forme médiévale très compliquée de la sextine, composée de six strophes de six vers chacune et d'un envoi où le jeu des rimes est très complexe, puisque aucune strophe ne doit avoir exactement le même ordre des rimes. Roubaud reprend ce fonctionnement, quasi « oulipien », en le transformant en celui d'une « neuvine ». En effet, Quelque chose noir est composé de neuf sections plus la dixième "Rien" (qui est considérée généralement comme l'envoi), composées elles-mêmes de neuf poèmes, composés eux-mêmes de ce qu'on a appelés « alinéas » (car ce ne sont pas réellement des vers mais ce n'est pas non plus une disposition de prose). Chaque poème consiste donc en une neuvine dans la neuvine (et chaque vers une autre neuvine dans la neuvine), ce qui triple la difficulté. En revanche, la question des rimes est abandonnée car Roubaud ne fait pas dans ce recueil de poésie versifiée: face à la ruine existentielle, l'adoption d'une forme poétique dissolue incarne la tentation de "l'à-quoi-bon".
Le jeu avec le chiffre neuf est doublement intéressant. En premier lieu, parce que le chiffre neuf symbolise la mort, mais aussi parce qu'il suggère l'analogie "moi-neuf", qui fait apparaître le poète sous un jour nouveau, pas seulement veuf, mais aussi neuf.

## Echos:Si quelque chose noir
Outre le caractère de tombeau poétique amoureux de ce recueil, on assiste également à l'enterrement du projet qu'avaient formé ensemble Alix Cleo et le poète que Roubaud nomme le «biipsisme» (en opposition au solipsisme, ce qu'il exprime dans le poème "Une logique" de Quelque chose noir). Ce biipsisme devait consister en une association artistique : les photos d'Alix d'une part, les textes de Roubaud d'autre part. Une fois Alix Cleo morte, ce projet n'est plus qu'un non-sens, comme le dit le poète lui-même. Il le réalise en partie à titre posthume lorsqu'il publie le Journal de son épouse, auquel il rajoute certaines des photos qu'elle avait faites. Il apparaît de ce fait qu'il faut lire Quelque chose noir en relation avec ce journal, car Roubaud en reprend certains passages dans les poèmes : « Impossible d'écrire, marié à une morte » répond au « Impossible d'écrire, mariée à un poète » du journal d'Alix et parle des photographies qu'il y a incluses. De même, il reprend la typographie qui était propre à son épouse dans le recueil. Une autre œuvre de Roubaud pourrait compléter ce premier diptyque (et ainsi former un triptyque). Il s'agit du Grand incendie de Londres dont certains passages sont également repris dans Quelque chose noir. Ainsi le poème « Dès que je me lève », où le poète décrit son pseudo-petit déjeuner désormais solitaire existe déjà intégralement (et même de façon plus complète, car c'est de la prose où il peut inclure plus de détails) dans le roman, par exemple. On peut peut-être y voir l'embryon du futur recueil de poèmes. Celui-ci d'ailleurs avait d'abord été entrepris au moment de la mort d'Alix Cleo. L'ultime section du livre, « Rien », la dixième, rajoutée à la structure de la « neuvine » est datée de l'année du décès. La présentation de la page de titre de cette section peut en outre sembler mimer une stèle.  

## Éditions
- Quelque chose noir, coll. « Blanche », éditions Gallimard, 1986  (ISBN 207070694X)